# Dr. Serginho
Sérgio Luiz Costa Azevedo Filho (Cabo Frio, 5 de outubro de 1981), mais conhecido como Doutor Serginho, é um advogado e político brasileiro filiado ao Partido Liberal (PL). Atualmente é prefeito de Cabo Frio, o trigésimo da cidade. É formado em direito na Universidade Candido Mendes (UCAM), e pós-graduado em direito público na Universidade Estácio de Sá (UNESA).

## Carreira política

### Início
Nas eleições de 2018, Dr. Serginho foi candidato a deputado estadual pelo Partido Social Liberal (PSL), sendo eleito com 26.906 votos.

### Primeiro mandato como deputado estadual (2019–2020)
Como deputado, Serginho apoiou a instalação da Comissão Parlamentar de Inquérito (CPI) envolvendo a Prolagos, em que foi aprovada e tornando-se o presidente da CPI; tal comissão tinha como objetivo apurar as irregularidades envolvendo a concessionária, tendo entre suas questões a ocorrência de danos ambientais e o derramamento de resíduos químicos na Lagoa de Araruama.
Em 2019, uma apuração jornalística afirmou que ele possuía integrantes da chamada "Máfia das Vans" alocados em seu gabinete.

### Candidatura a prefeito de Cabo Frio em 2020
Em 2020, depois de um período como deputado estadual pelo PSL, filiou-se ao partido Republicanos para disputar a eleição pela prefeitura de Cabo Frio.
No pleito, Dr. Serginho foi derrotado pelo ex-prefeito José Bonifácio (PDT), adquirindo 33.920 votos enquanto o vencedor obteve 44.947.

### Secretário de Ciência e Tecnologia (2020–2022)
Apesar da derrota nas eleições municipais em Cabo Frio, em novembrode 2020, foi nomeado pelo governador Cláudio Castro para o posto de secretário de Ciência e Tecnologia do governo estadual. Charlles Batista assumiu sua vaga na ALERJ.

### Candidatura a deputado estadual em 2022
Dr. Serginho filiou-se ao Partido Liberal (PL) em março de 2022, e deixou a secretaria de Ciência e Tecnologia do governo estadual para concorrer à reeleição, sendo sucedido por João Carrilho, que ele antes havia nomeado para presidir a FAETEC. No pleito de 2022, foi reeleito deputado estadual, sendo o quinto mais votado no estado com 123.739 votos, e o mais votado em quatro dos sete municípios da Região dos Lagos.

### Segundo mandato como deputado estadual (2023–2024)
Em janeiro de 2023, Dr. Serginho retornou ao cargo de secretário de Ciência e Tecnologia do governo estadual. Apoiou Jair Bittencourt na eleição para presidente da ALERJ, sem sucesso, mas indicou cargos importantes na mesa diretora e em comissões. Na sequência, deixou a pasta que comandava no governo de Cláudio Castro, indicando Mauro Azevedo como seu sucessor. Ao retornar à ALERJ, tornou-se líder do governo de Castro na assembleia.
Em julho de 2023, ele relatou que seu carro oficial foi atingido por tiros na BR-101, em uma tentativa de assalto. O político não estava no veículo, e ninguém se feriu.
Em fevereiro de 2024, votou a favor do fim do afastamento da deputada Lucinha, determinado pelo Tribunal de Justiça do estado por ser acusada de ter ligações com milicianos.

### Candidatura a prefeito de Cabo Frio em 2024
Nas eleições municipais de 2024, Dr. Serginho se candidatou novamente a prefeito de Cabo Frio, com Miguel Alencar, presidente da Câmara dos Vereadores do município, como vice da chapa. Dessa vez, foi eleito com 84.314 votos (69,19%), superando a então prefeita e candidata à reeleição Magdala Furtado (PV), que teve somente 29.188 (23,95%), com ampla vantagem sobre a segunda colocada.

## Controvérsias
Em setembro de 2021, áudios atribuídos a Leonardo da Costa Fonseca, assessor de Dr. Serginho, divulgados pelo portal Fonte Certa, apontaram que o processo seletivo para a contratação de funcionários no Hospital Unilagos, em Cabo Frio, seria uma fachada para a contratação de pessoas ligadas a Dr. Serginho, e que selecionados não ligados a ele seriam cortados do processo, loteando os cargos da unidade com apadrinhados políticos. O assessor foi exonerado após a divulgação dos áudios.
No fim de 2022, uma matéria da Rede Globo apontou que pessoas ligadas a ele estavam recebendo salários da FAETEC, através da empresa Multiply, sem realizar o devido trabalho. Entre os nomes citados estava Kenya Grossi de Figueiredo, que supostamente recebia R$ 4,6 mil por mês, e outros funcionários como Luiz Claudio da Silva Junior e Miguel Liberato Moreira Freire dos Santos, que, embora contratados para trabalhar em Quintino, estavam em Cabo Frio e sem cumprir a carga horária necessária. Além disso, também foi alvo de matérias do jornalista Ruben Berta, do portal UOL, que revelou que assessores ligados ao político recebiam pagamentos de até R$ 26 mil por mês, através da FAETEC, durante a campanha para sua reeleição.
As investigações sugeriram que pelo menos 45 contratados pela UERJ tinham ligações com Dr. Serginho e a deputada Soraya Santos, que realizaram campanhas juntas. Estes contratados receberam um total de R$ 2,314 milhões, recursos oriundos da UERJ. Ao todo, as planilhas do projeto da UERJ indicam 394 pessoas, com valor bruto total de R$ 23,736 milhões. Esses dados, encaminhados pela UERJ ao Tribunal de Contas do estado, foram parte de uma série de investigações iniciadas após o UOL revelar, em agosto, a existência de folhas de pagamento secretas da universidade para contratados em projetos realizados com recursos de secretarias e órgãos do governo estadual. Letícia Ferreira Cotta, namorada de Estevão Oliveira, motorista de Dr. Serginho, chegou a receber R$ 65 mil entre abril e agosto de 2022.
Em 16 de abril de 2025, Dr. Serginho foi um dos alvos da Operação Teatro Invisível 2, da Polícia Federal do Brasil (PF), que investiga os contratos de 3,5 bilhões de reais que pagaram por encenação de fake news em períodos eleitorais de 2024. No entanto, o prefeito negou e afirmou que não houve nenhuma irregularidade durante a operação de busca e apreensão, chegando a alegar que a PF apreendeu de forma "indevida" alguns objetos de sua casa, como arma de fogo, um celular, um par de brincos que pertenciam à sua esposa e um colar.

## Desempenho eleitoral
| Ano  | Eleição                    | Cargo             | Partido | Partido      | Coligação                                                                                               | Vice                                | Votos   | Votos  | Votos  | Resultado  | Ref.   |
| Ano  | Eleição                    | Cargo             | Partido | Partido      | Coligação                                                                                               | Vice                                | Total   | %      | P.     | Resultado  | Ref.   |
| ---- | -------------------------- | ----------------- | --- | ------------ | --- | ----------------------------------- | ------- | ------ | ------ | ---------- | ------ |
| 2018 | Estadual do Rio de Janeiro | Deputado Estadual | | PSL          | — | —                                   | 26.906  | 0,35%  | 49º    | Eleito     | [ 28 ] |
| 2020 | Municipal de Cabo Frio     | Prefeito          | | Republicanos | Aliança Para Reconstruir Cabo Frio (Republicanos, Solidariedade, PL, PROS, DC, PP, PTB, PRTB, Patriota) | Carlinhos Pedregulho (Republicanos) | 33.920  | 33,75% | 2º     | Não eleito | [ 29 ] |
| 2022 | Estadual do Rio de Janeiro | Deputado Estadual | | PL           | — | —                                   | 123.739 | 1,43%  | 5º     | Eleito     | [ 30 ] |
| 2024 | Municipal de Cabo Frio     | Prefeito          | Cabo Frio Vai Melhorar! (Republicanos, PP, PODE, PL, PRD, DC, MOBILIZA, PMB, Agir, UNIÃO, PSD, Solidariedade, Fed. PSDB Cidadania) | PL           | Miguel Alencar (UNIÃO)                                                                                  | 84.314                              | 69,17%  | 1º     | Eleito | [ 31 ]     |        |